# Lundbybadet

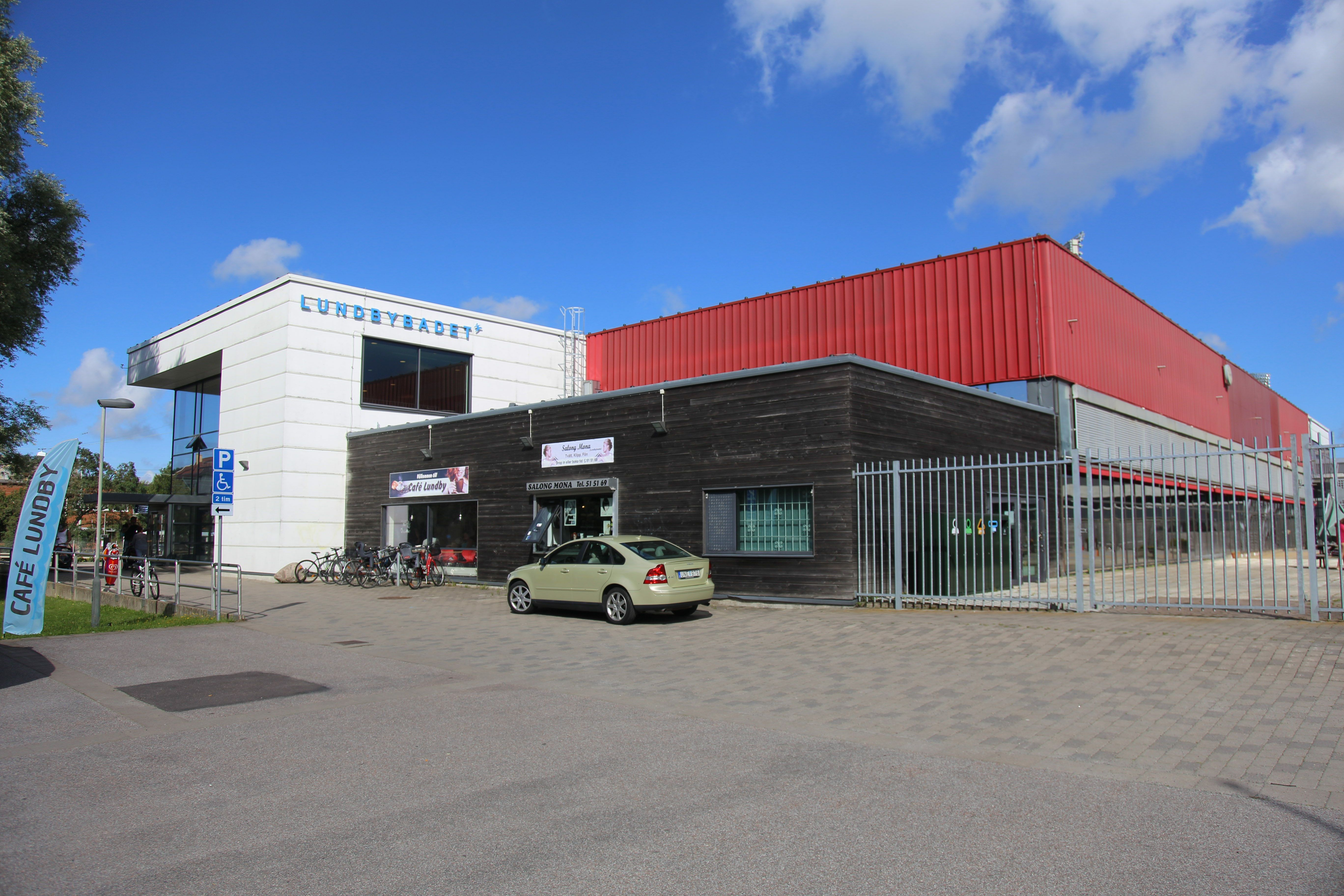
Entrén till Lundbybadet, 2016.

Lundbybadet är ett badhus för inomhus- och utomhusbad, som ligger bredvid Bravida Arena (före detta Rambergsvallen) i stadsdelen Rambergsstaden i stadsdelsnämndsområdet Lundby på Hisingen i Göteborg. Lundbybadet invigdes den 14 september 1973, och ersatte därmed Renströmska badanstalten i Lundby, som stängdes den 26 maj samma år.

## Historia
Den 28 januari 1954 väckte ledamoten Alf Hermansson en motion i stadsfullmäktige om att tillsätta en delegation för att utreda frågan om uppförande av "centralanläggning för fysisk fostran och sunt nöjesliv m.m." i Lundby. Beredningen avgav sitt betänkande den 18 december 1962 och omfattade publik idrottshall med restaurang och sammanträdeslokaler, inomhusbad, utomhusbad, tennis- och fotbollsplaner samt en större parkeringsplats. Detta principförslag godkändes av stadsfullmäktige den 22 oktober 1964. Det slutliga förslaget antogs av idrottsnämnden den 3 mars 1970, och stadsfullmäktigen beviljade den 17 juni samma år anslag för anläggningen.
Det nya Lundbybadet invigdes den 14 september 1973 och hade då kostat 15,5 miljoner kronor. Nuvarande adress är Lantmannagatan 5.

## Anläggningen
Simhall: Stora bassängen 25 x 12,5 meter, 6 banor. Vattendjup 0,9 – 3,05 meter. Tidigare fanns en enmeterssvikt. Simundervisningsbassängen 10 x 6 meter med nedsänkt simlärargång. Vattendjup 0,6 meter. Rund plaskbassäng med tre meters diameter och 0,25 meters djup. Cirka 200 åskådarplatser. Rehabbassäng 13 x 8 meter, med vattentemperatur på 34 grader. Här finns också en jetstream, motströmsanläggning, för simträning.
Friluftsbad: Stora bassängen 50 x 16,67 meter, 8 banor. Vattendjup 1,10 – 1,80 meter. Ramp för handikappade. Rund plaskbassäng, 7,7 meter i diameter. Vattendjup 0,15 – 0,35 meter. Servering i anslutning till entré.